# Pongjŏng-sa
Le Pongjŏng-sa (hangeul : 봉정사 ; hanja : 鳳停寺 ; RR : Bongjeongsa) est un temple bouddhiste coréen fondé par Uisang en 672, situé à Andong en Corée du Sud.
Il est classé au patrimoine mondial de l'UNESCO au titre de l'ensemble « Sansa, monastères bouddhistes de montagne en Corée », et plusieurs composantes du temple sont protégés comme trésor national.